# Grote Prijs Stad Zottegem 1998
Il Grote Prijs Stad Zottegem 1998, sessantatreesima edizione della corsa, si svolse il 18 agosto 1998 su un percorso di 168 km, con partenza e arrivo a Zottegem. Fu vinto dal belga Paul Van Hyfte della Lotto-Mobistar davanti ai suoi connazionali Chris Peers e Bart Heirewegh.

## Ordine d'arrivo (Top 10)
| Pos. | Corridore               | Squadra                        | Tempo    |
| ---- | ----------------------- | ------------------------------ | -------- |
| 1    | Paul Van Hyfte          | Lotto-Mobistar                 | 4h07'26" |
| 2    | Chris Peers             | Lotto-Mobistar                 |          |
| 3    | Bart Heirewegh          | Ipso                           |          |
| 4    | Dany Baeyens            | Collstrop                      |          |
| 5    | Tom Stremersch          | Vlaanderen 2002-Eddy Merckx    |          |
| 6    | Andy De Smet            | Ipso                           |          |
| 7    | Jean-Pierre Heynderickx | Home Market-Ville de Charleroi |          |
| 8    | Michel Vanhaecke        | Ipso                           |          |
| 9    | Hans de Clercq          | Palmans-Ideal                  |          |
| 10   | Ludovic Capelle         | Home Market-Ville de Charleroi |          |